# Citrus Park
Citrus Park é uma Região censo-designada localizada no estado americano da Flórida, no Condado de Hillsborough.

## Demografia
Segundo o censo americano de 2000, a sua população era de 20.226 habitantes.

## Geografia
De acordo com o United States Census Bureau tem uma área de 28,2 km², dos quais 27,4 km² cobertos por terra e 0,8 km² cobertos por água. Citrus Park localiza-se a aproximadamente 14 m acima do nível do mar.

## Localidades na vizinhança
O diagrama seguinte representa as localidades num raio de 8 km ao redor de Citrus Park.